# Ailill Flann Bec
Pour les articles homonymes, voir Bec (homonymie).
Ailill Flann Bec, fils de  Fiachu Muillethan,  est un roi irlandais issu du  Deirgtine, les ancêtres protohistoriques des  Eóganachta dynastie historique des rois de Munster (irlandais Muman ou Mumu). 

## Règne
Ailill Flann Bec, aurait été adopté comme successeur par son frère aîné Ailill Flann Mór, qui n'avait pas d'héritier il est surtout connu étant le  père de Luigthech, également connu sous le nom de  Lugaid,  réputé être le  père de Conall Corc mac Lugaid. 

## Postérité
Selon les  généalogies traditionnelles pseudo historiques Ailill Flann Bec  est le père de trois fils
- Lugaid, père de Conall Corc mac Lugaid.

- Maine Muncháin alias Dáire Cerbba,   ancêtre des Uí  Fidgenti des Uí  Duach Argatrois [2] et des Uí  Liatháin[3].

- Lare Fidáich père de  l'Ard ri Erenn Crimthann Máir

## Sources
- (en) Edel Bhreathnach (sous la direction) The Kingship and landscape of Tara.Four Courts Press for The Discovery Programme Dublin (2005),  Table 9 : « Early Éoganachta » p. 356-357.
- (en)  Francis John Byrne, Irish Kings and High-Kings, Dublin: Four Courts Press, réédition 2001  (ISBN 9781851821969).